# Julian Golak

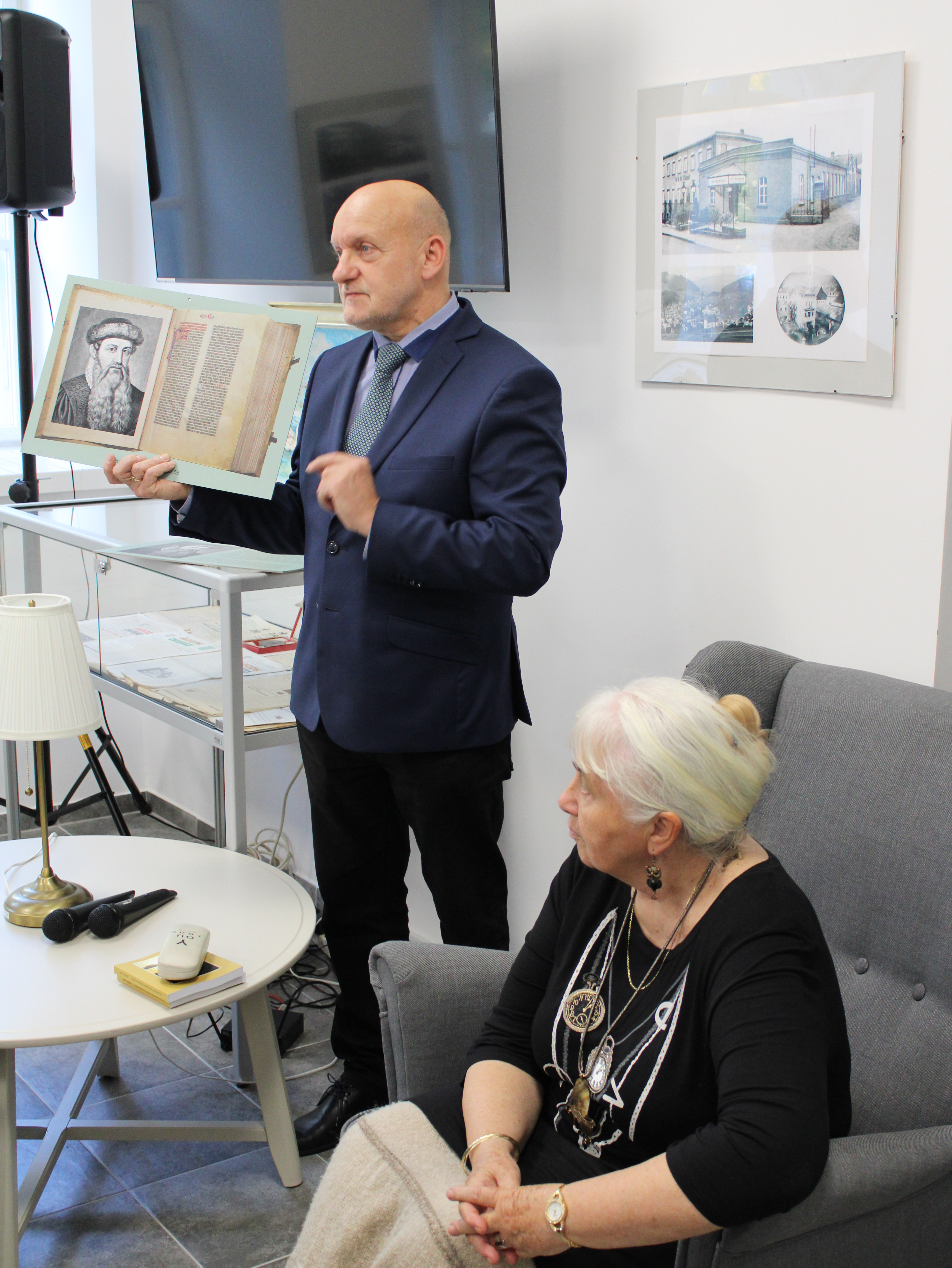
Julian Golak i Věra Kopecká (2023)

Julian Kazimierz Golak (ur. 14 maja 1957 w Nowej Rudzie) – polski drukarz, wydawca, nauczyciel i samorządowiec, działacz opozycji w okresie PRL.

## Życiorys

### Działalność zawodowa i społeczna w okresie PRL
Kształcił się w zawodowej szkole poligraficznej w rodzinnej miejscowości, w 1990 został absolwentem Archidiecezjalnego Studium Teologicznego we Wrocławiu. Od 1975 do 1982 pracował jako drukarz we wrocławskich Zakładach Graficznych Poczty i Telekomunikacji, później do 1990 m.in. jako nauczyciel w Technikum Poligraficznym w Nowej Rudzie.
W okresie sierpnia 1980 był jednym z organizatorów strajku w swoim zakładzie pracy, następnie wszedł w skład Międzyzakładowego Komitetu Strajkowego we Wrocławiu. Uczestniczył w tworzeniu struktur „Solidarności” branży poligraficznej i zasiadał w jej władzach krajowych. Po wprowadzeniu stanu wojennego organizował trzy akcje protestacyjne w Zakładach Graficznych Poczty i Telekomunikacji. Ostatecznie został aresztowany i zwolniony z pracy. Zajmował się dystrybucją wydawnictw drugiego obiegu, wydawaniem nielegalnych czasopism (m.in. periodyku „Żółw”). jednocześnie działał w duszpasterstwach ludzi pracy i akademickim. W 1989 organizował lokalny Komitet Obywatelski.

### Działalność zawodowa i społeczna w III RP
Na początku lat 90. założył i został prezesem Wydawnictwa Ziemia Kłodzka, wydając m.in. polsko-czesko-niemiecki periodyk „Ziemia Kłodzka”. Czasopismo to otrzymało m.in. przyznaną przez Jerzego Giedroyca specjalną Nagrodę „Kultury” (1996). W 1990 zajął się także organizacją Polsko-Czeskich Dni Kultury Chrześcijańskiej. Jeszcze w okresie PRL związany z ruchem Solidarność Polsko-Czesko-Słowacka, od 1995 do 2005 stał na czele stowarzyszenia SPCzS. Został też członkiem zarządu fundacji o takiej samej nazwie. Przyjęty również do Zakonu Rycerskiego Bożego Grobu w Jerozolimie.
Od 1990 związany z samorządem terytorialnym, początkowo jako przewodniczący rady miejskiej w Nowej Rudzie (1990–1994) i delegat do sejmiku samorządowego województwa wałbrzyskiego (1992–1994). Należał do organizatorów Euroregionu Glacensis, od 1995 do 1998 był sekretarzem stowarzyszenia. W latach 1998–2002 z rekomendacji AWS zajmował stanowisko przewodniczącego rady powiatu kłodzkiego, następnie do 2006 pełnił funkcję radnego. W wyborach w 2006 z listy Prawa i Sprawiedliwości został wybrany do sejmiku dolnośląskiego III kadencji. W trakcie kadencji przeszedł do klubu radnych Platformy Obywatelskiej. W wyborach samorządowych w 2010, kandydując z ramienia PO, uzyskał mandat radnego województwa IV kadencji. Utrzymał go w 2014 w związku z rezygnacją Romana Szełemeja wybranego na prezydenta Wałbrzycha. W 2015 bez powodzenia kandydował do Sejmu. W listopadzie tego samego roku został wybrany na wiceprzewodniczącego sejmiku. W marcu 2016 opuścił klub PO, współtworząc klub radnych Bezpartyjni Samorządowcy (od lipca tego samego roku do czerwca 2018 pod nazwą Dolnośląski Ruch Samorządowy). W wyborach samorządowych w 2018 nie uzyskał reelekcji, kandydując z listy Bezpartyjnych Samorządowców. W 2019 i w 2023 startował z ramienia tego ugrupowania do Sejmu, a w 2024 ponownie został jego kandydatem do sejmiku.
Z okazji czterdziestolecia SPCzS zainicjował upamiętnienie ruchu, jego działalności i ludzi z nim związanych poprzez nazwanie miejsca we Wrocławiu skwerem Solidarności Polsko-Czesko-Słowackiej w sierpniu 2020.

## Odznaczenia i wyróżnienia
- Krzyż Komandorski Orderu Odrodzenia Polski, nadany przez prezydenta Lecha Kaczyńskiego, za wybitne zasługi w działalności na rzecz przemian demokratycznych w Europie Środkowej (2008)[16]
- Krzyż Wolności i Solidarności (2020)[17]
- Złoty Krzyż Zasługi[18] (2001)
- Odznaka Honorowa „Bene Merito” (2019)[19]
- medal „Artis Bohemia Amicis”, przyznany przez ministra kultury Republiki Czeskiej (2001)[20]
- tytuł honorowego obywatela Kłodzka[21] (1996)
- Nagroda Polcul Foundation za pracę w wydawnictwie Ziemia Kłodzka (1998)[22][23]
- Nagroda im. Grzegorza Palki (1999)[24]
- nagroda „Gratias Agit”, przyznawana przez ministra spraw zagranicznych Republiki Czeskiej osobom w szczególny sposób dbającym o dobre imię Republiki Czeskiej poza jej granicami (2020)[25]

## Życie prywatne
Julian Golak jest żonaty, ma czworo dzieci.